# Tipula (Odonatisca) gouldeni
Tipula (Odonatisca) gouldeni is een tweevleugelige uit de familie langpootmuggen (Tipulidae). De soort komt voor in het Palearctisch gebied.